# Tinamus solitarius

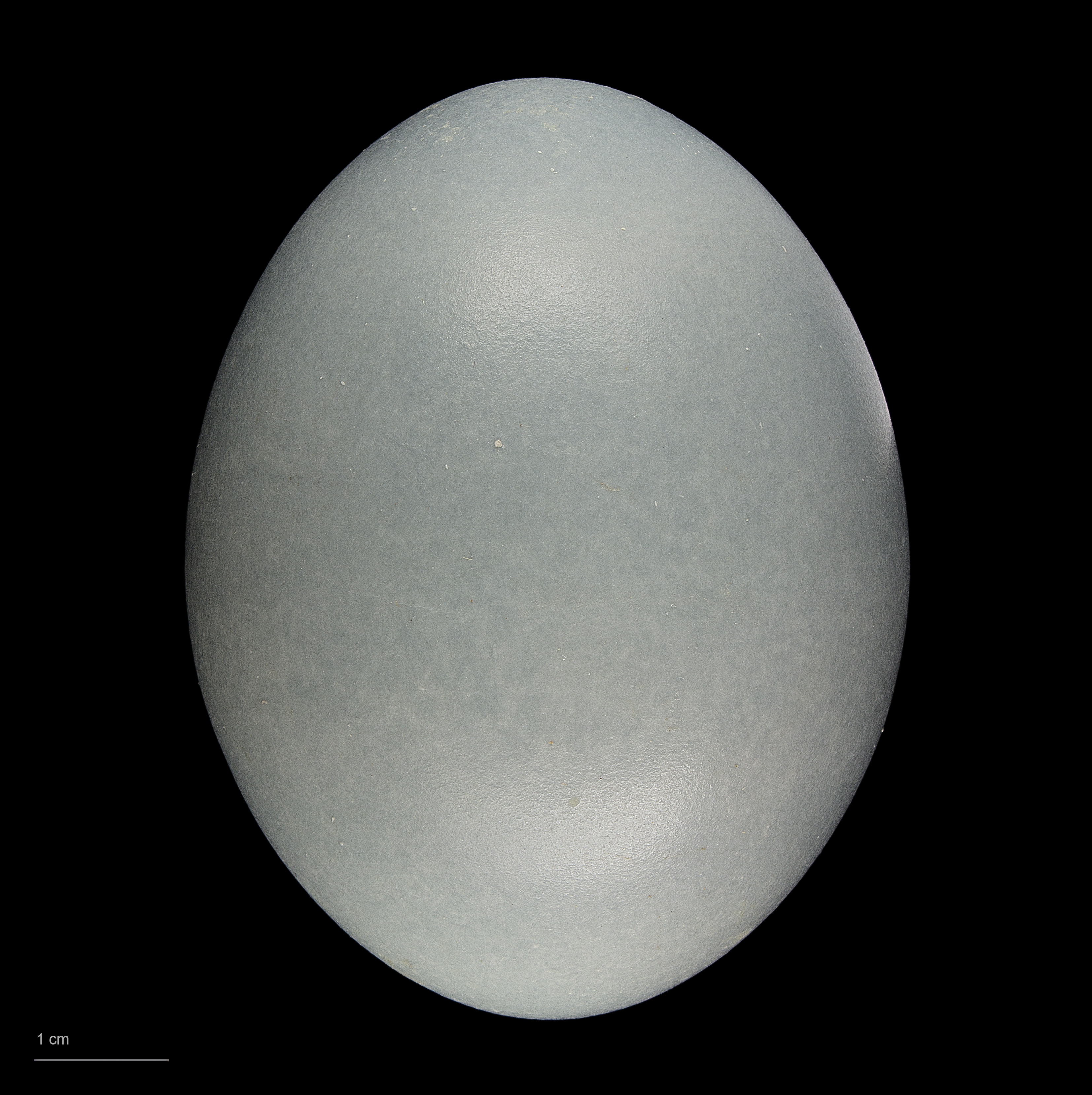
Tinamus solitarius

Tinamus solitarius là một loài chim trong họ Tinamidae.